# Seguros Unimed
A Seguros Unimed é uma empresa do Sistema Unimed, controlada pela Unimed Participações, vinculada à Confederação Unimed do Brasil e, portanto ao Sistema OCB - Organização das Cooperativas Brasileiras  .Foi criada em 1989 com a missão inicial de oferecer planos de Previdência Privada para os médicos vinculados às cooperativas Unimed de todo o território nacional. Com o passar dos anos, ampliou sua atuação e ganhou participação no mercado segurador brasileiro, passando a operar, também, nos segmentos de seguros de Vida e de Saúde, de planos de Odontologia e nos seguros de Ramos Elementares - com ênfase em Responsabilidade Civil Profissional e D&O. 
Com sede localizada na cidade de São Paulo, a Seguros Unimed conta com mais de 1.200 colaboradores e 22 escritórios regionais espalhados pelo Brasil . Em seu foco de atuação estão, prioritariamente, as cooperativas, o setor da saúde e as cooperativas Unimed.
Possui cerca de 6 milhões de clientes em âmbito nacional e é membro associado ativo da International Cooperative and Mutual Insurance Federation - ICMIF participando, inclusive como membro da Junta Diretiva da ICMIF/Americas, além de ser membro efetivo da International Co-operative Alliance -ICA entidade máxima do cooperativismo mundial.

## História
A Seguros Unimed foi fundada em 1989, a partir da incorporação do Montepio Cooperativista do Brasil (Montecooper) pelo Sistema Unimed , com a finalidade de oferecer planos de previdência complementar para os médicos cooperados da Unimed.
Em fevereiro de 1990, passou a incorporar o seguro de vida em seu portfólio, sendo pioneira na oferta de proteção por invalidez temporária para os médicos das cooperativas Unimed - Serit. Evoluindo na sua missão de atender bem à sociedade, em 1992 ingressou no segmento Saúde, oferecendo assistência médico-hospitalar.
Em 2013 passou a operar a Unimed Odonto, complementando, assim, um novo serviço à saúde suplementar do país . Em 2014, com a abertura da Unimed Seguros Patrimoniais, passou a atuar com ramos elementares, focando, principalmente, em proteção de responsabilidade civil profissional e D&O.
A partir de 2014, a Seguros Unimed instituiu o Multicoop , fundo de previdência fechada, com a finalidade de propiciar uma aposentadoria tranquila para os seus participantes, principalmente os médicos cooperados e os colaboradores do Sistema Unimed do Brasil.

## Prêmios e reconhecimentos
Segundo a imprensa especializada, a Seguros Unimed está posicionada entre principais seguradoras do país , sendo listada em rankings como Estadão Finanças Mais , Valor 1.000, Maiores e Melhores da Exame, Época Negócios 360º e As Melhores da Dinheiro (IstoÉ Dinheiro).
Em 2017, em avaliação realizada pela Agência Nacional de Saúde Suplementar (ANS), a Seguros Unimed alcançou a faixa de excelência no Índice de Desempenho da Saúde Suplementar (IDSS). Esse resultado posiciona a Seguros Unimed entre as três melhores seguradoras especializadas em saúde  no Brasil.
A Unimed Odonto, empresa odontológica da Seguros Unimed, listada na segunda melhor faixa de classificação do IDSS da ANS, ficando entre as dez melhores operadoras odontológicas de grande porte do Brasil .
E de acordo com a pesquisa FIA Employee Experience, a empresa foi reconhecida como um lugar incrível para trabalhar, porte médio, no Brasil, em 2021.

## Sustentabilidade
As instalações da sede da Seguros Unimed, em São Paulo, incorporam à sua estrutura princípios de ecoeficiência em sintonia com o cuidado ambiental . Com localização central na cidade, os prédios possuem equipamentos para melhor aproveitamento da água e da energia. Além disso, parte do mobiliário já utiliza madeira certificada pelo Conselho de Manejo Florestal (FSC na sigla em inglês).
Para incentivar o uso consciente e melhorar o aproveitamento dos recursos pelos colaboradores, a Companhia criou o Programa Atitude Sustentável que visa a redução dos consumos de água, energia, papel e impressões. A campanha se externa aos familiares dos colaboradores.
A Seguros Unimed também desenvolve um projeto e campanha de recolhimento e reciclagem de cartões plásticos , principalmente os oriundos da própria Companhia, em sua sede e em estações do metrô da cidade de São Paulo, transformando-os em utensílios para distribuição como brindes, tais como: porta-copos, porta-guardanapos, caixas, capas de agendas, entre outros.

## Presidentes
| Presidente                  | Mandato     |
| --------------------------- | ----------- |
| João Eduardo Oliveira Irion | 1989 - 2001 |
| Dalmo Claro de Oliveira     | 2001 - 2011 |
| Rafael Moliterno Neto       | 2011 - 2015 |
| Helton Freitas              | 2015 - 2021 |